# 모던 워쉽
모던 워쉽은 2021년 5월 13일에 러시아의 게임회사인 아트스톰에서 개발한 해전 게임이다. 주로 해전이 게임의 주무대이지만 점진적으로 육군, 해군, 공군을 모두 다룰 수 있는 전략 게임이다.

## 특징
모던 워쉽은 실제 해전에 등장하는 각종 군함들을 게임에서 적극적으로 구현하고 있다. 기존의 모바일 환경에선 쉽게 구현하기힘든 현대 해전의 군함과 환경을 매우 잘 구현해내서 게임의 완성도가 높은 편이다. 또한 무장의 이름은 다르지만 실제로 존재하는 무기이거나 개발 중인 무기들도 게임에 정확히 구현해냈다. 무장을 공유하는 것이 가능하며 실제로 존재하는 군함, 선박, 장비, 기갑차량도 게임으로 잘 구현해서 그만큼 실제 전쟁의 느낌을 매우 잘 살린 게임이다. 게임 모드에는 각각 온라인 해전, 오프라인 해전, 스쿼트론 워즈, 커스텀 게임의 모드가 있으며 유저는 이 중에 하나를 선택하여 게임을 진행할 수 있다. 이외에도 게임 모드에는 스카이캐리어 전투도 있었지만 현재는 이벤트가 종료되어 게임 모드로 플레이하는 것이 불가능하다. 이후 여러번의 대규모 패치를 겪으며 호위전, 도미네이션등 다양한 모드를 출시하고자 하는 시도를 하고 있다.

## 같이 보기
- 게임
- 군함